# Michał Poprawa
Michał Poprawa (ur. 2 listopada 1994) – polski pływak, reprezentujący klub sportowy AZS-AWF Katowice. Specjalizuje się głównie w stylu motylkowym oraz w stylu dowolnym. Uczeń SMS w Oświęcimiu.
Wicemistrz Europy juniorów z Antwerpii na 100 m stylem motylkowym oraz 2-krotny brązowy medalista mistrzostw Europy juniorów z Belgradu w sztafecie 4 x 200 m stylem dowolnym oraz z Antwerpii w sztafecie 4 x 100 m stylem dowolnym, brązowy medalista mistrzostw świata juniorów w Limie w sztafecie 4 x 200 m stylem dowolnym.
Uczestnik mistrzostw Europy z Debreczyna na dystansach: 50 (24. miejsce), 100 (32. miejsce) i 200 m stylem motylkowym (16. miejsce) oraz w sztafetach: 4 x 200 m stylem dowolnym (10. miejsce) i 4 x 100 m stylem zmiennym (10. miejsce).
Jest finalistą Mistrzostw świata na krótkim basenie w Stambule (2012) na dystansie 200 m stylem motylkowym. W eliminacjach był 5. z czasem 1:53.80, natomiast w finale uplasował się na 8. miejscu.
Wielokrotny medalista Mistrzostw Polski.
Jest żołnierzem Sił Zbrojnych RP w stopniu wojskowym szeregowego.